# سنة سبتية (اليهودية)
السنة السبتية أو شميتا (أو شميطاه بالعبرية: שְׁנַת שְׁמִיטָה) هو مصطلح في الهالاخاه (الشريعة اليهودية) يشير إلى عام في التقويم اليهودي يحظر فيه الحراثة، الزراعة، شتل النبات وغيرها من الأعمال الزراعية، في منطقة الديار المقدسة كما تحددها الشريعة اليهودية. تتكرر مناسبة «عام شميتا» كل 7 أعوام في التقويم اليهودي. ويحظر على اليهود المؤمنين أكل الخضروات والفواكه من محاصيل الحقول التابعة لليهود داخل الديار المقدسة، ولكنه يمكنهم الأكل من محاصيل الحقول التابعة لغير اليهود أينما كانت، أو من محاصيل حقول اليهود خارج الديار المقدسة.
تأمر الشريعة اليهودية بإلغاء جميع الديون المالية في «عام شميتا»، ولكن هذا الأمر لا ينفذ بشكل تام في أيامنا هذه إثر التغيير في طريقة إدارة الأموال. وفي أيامنا تسمح المطالبة بتسديد الديون المالية حتى بعد «عام شميتا» إذا وافق الجانبان على ذلك سلفا، أو إذا كان الدين جزء من صفقة وليس لأغراض خيرية.
ليس هناك إجماع لدى الحاخامين اليهود على حدود الديار المقدسة، وبينما يتفق جميعهم على أن مناطق الجليل، جبل الكرمل، جبال نابلس، جبال القدس والخليل، السهل الساحلي ما بين عكا ويافا ومنطقة بئر السبع هي داخل الديار المقدسة الخاضعة لتحظيرات «عام شميتا»، هناك خلاف بشأن مناطق هضبة الجولان، الجنوب اللبناني (جنوبي نهر الليطاني)، جنوبي النقب، وادي عربه وبعض المناطق شرقي نهر الأردن إذا كانت خاضعة لهذه التحظيرات. وفي أغلبية المناطق المختلف عليها لا توجد حاليا ممتلكات يهودية فلذلك أهمية الخلاف بشأنها قليلة.
هناك خلاف آخر بين الحاخامين على إمكانية بيع قطعة أرض زراعية لغير اليهود لفترة «عام شميتا» من أجل مواصلة الأعمال الزراعية وبيع محاصيلها لليهود. في نهاية القرن ال19 أقام بعض اليهود في فلسطين، أو المهاجرين إليها، تجمعات زراعية جديدة، حيث تواجدت لأول مرة في العصر الحديث تجمعات يهودية في منطقة الديار المقدسة كسبت رزقها من الزراعة فقط. في 1888 طالب المزارعين اليهود في فلسطين إيجاد حل ديني لمشكلتهم إذ خشوا من الجوع لو تمسكوا بتحظيرات «عام شميتا». فسمح الحاخامون الصهيونيون لهؤلاء المزارعين اليهود ببيع أراضيهم لعرب مسلمين لفترة محدودة كي يستطيعوا المزارعين اليهود مواصلة الأعمال الزراعية من الناحية الدينية. وأثار هذا الحل خلافا بين الحاخامين الصهيونيين والحاخامين الحريبديين الذين رفضوه بشدة واعتبروا محاصيل الحقول المباعة بهذه الطريقة محظورة.

## روابط خارجية
- http://news.bbc.co.uk/hi/arabic/middle_east_news/newsid_6994000/6994314.stm